# Tłumaczów

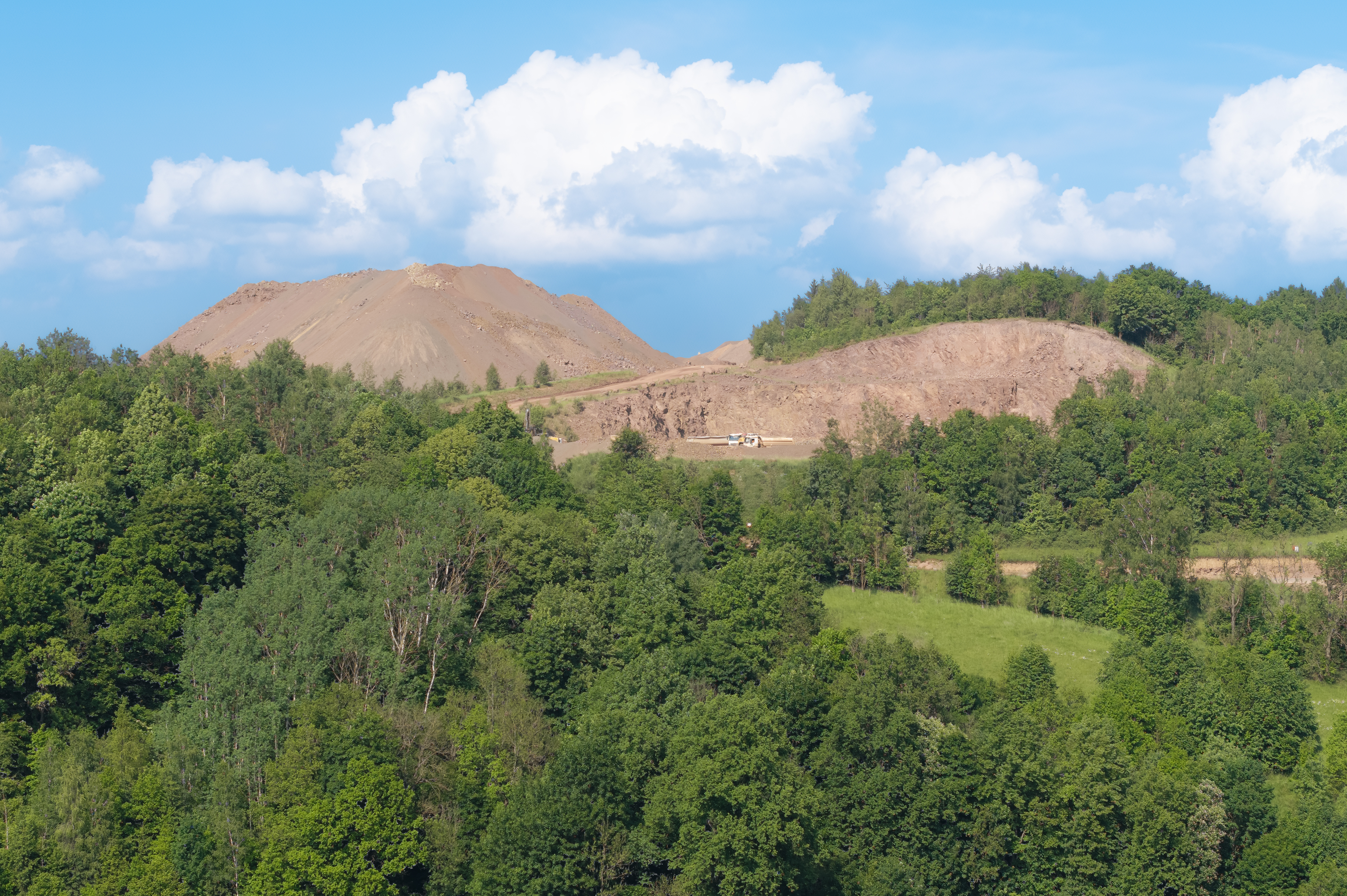
Kamieniołom trachybazaltów w Tłumaczowie

Tłumaczów (niem. Tuntschendorf) – wieś w Polsce, położona w województwie dolnośląskim, w powiecie kłodzkim, w gminie Radków, na pograniczu Gór Suchych i Obniżenia Ścinawki w Sudetach Środkowych.
W latach 1975–1998 wieś administracyjnie należała do województwa wałbrzyskiego.

## Położenie
Tłumaczów to duża wieś łańcuchowa o długości około 3,5 km, położona nad rzeką Ścinawką, w dolinie u stóp góry Gardzień, na południowy zachód od Nowej Rudy, na wysokości około 335–380. W Tłumaczowie istniało drogowe przejście graniczne z Czechami Tłumaczów – Otovice, skąd niedaleko do skalnego miasta (Teplice nad Metují-Adršpach). 21 grudnia 2007 r. na mocy układu z Schengen przejście graniczne zostało zlikwidowane.

## Integralne części wsi
| SIMC    | Nazwa       | Rodzaj     |
| ------- | ----------- | ---------- |
| 0855150 | Janików     | przysiółek |
| 0855144 | Pasterczyk  | część wsi  |
| 0855167 | Rudawa      | przysiółek |
| 0855173 | Tłumaczówek | przysiółek |

## Historia
Pierwsza wzmianka o Tłumaczowie pochodzi z 1348 roku, w 1475 augustianie z Kłodzka utworzyli tu alodium. W czasie wojny trzydziestoletniej z 1621 roku dwustu protestanckich mieszkańców wsi zostało wymordowanych przez wojska cesarskie. W XIX wieku część miejscowości należała do hrabiego von Magnisa, a większość do rodziny von Gotzen. W tym czasie we wsi istniały: kościół, szkoła, kilka młynów wodnych, kamieniołomów wapienników i gorzelni, oraz urząd celny. W roku 1889 wybudowano linię kolejową ze Ścinawki Średniej przez Tłumaczów do Otovic po czeskiej stronie granicy.

## Transport kolejowy
Przez wieś przebiega towarowa linia kolejowa Ścinawka Średnia – Tłumaczów.

## Zabytki
Według rejestru zabytków Narodowego Instytutu Dziedzictwa na listę zabytków wpisane są obiekty:
- kościół pw. śś. Piotra i Pawła, filialny z XVIII wieku, przebudowany w drugiej połowie XIX w. Na ścianie kościoła epitafium z czterema herbami: von Tschischwitz (LG), von Walditz (PG) i Waldau (PD) oraz dwa epitafia w murze okalającym kościół z herbami von Tschischwitz (L), von Walditz (P)[10].
- zespół dworski:
  - dwór z pierwszej ćwierci XIX wieku, przebudowany pod koniec XIX wieku,
  - park z początku XIX wieku.

Inne zabytki:
- liczne budynki mieszkalne i gospodarcze z XIX i XX wieku[1].

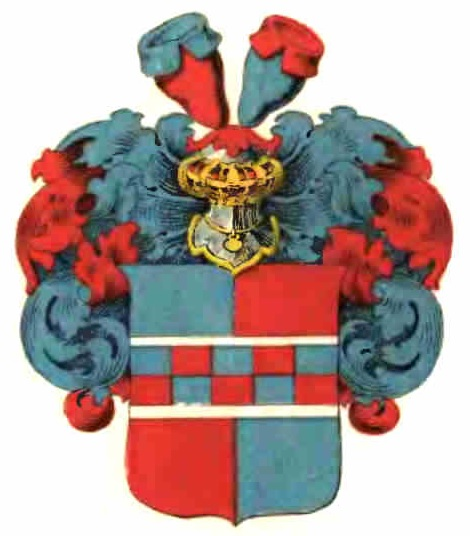
Herb von Tschischwitz
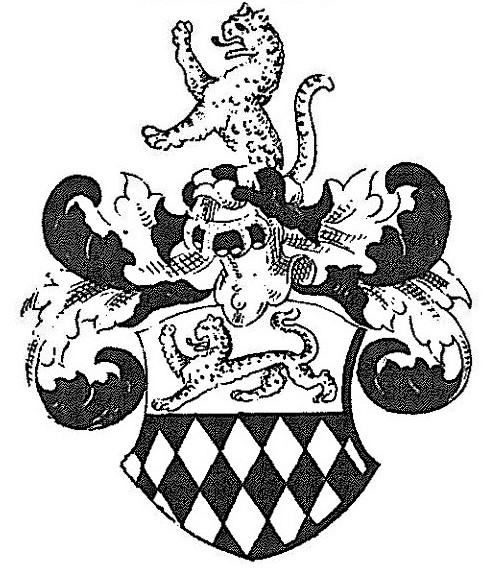
Herb von Walditz
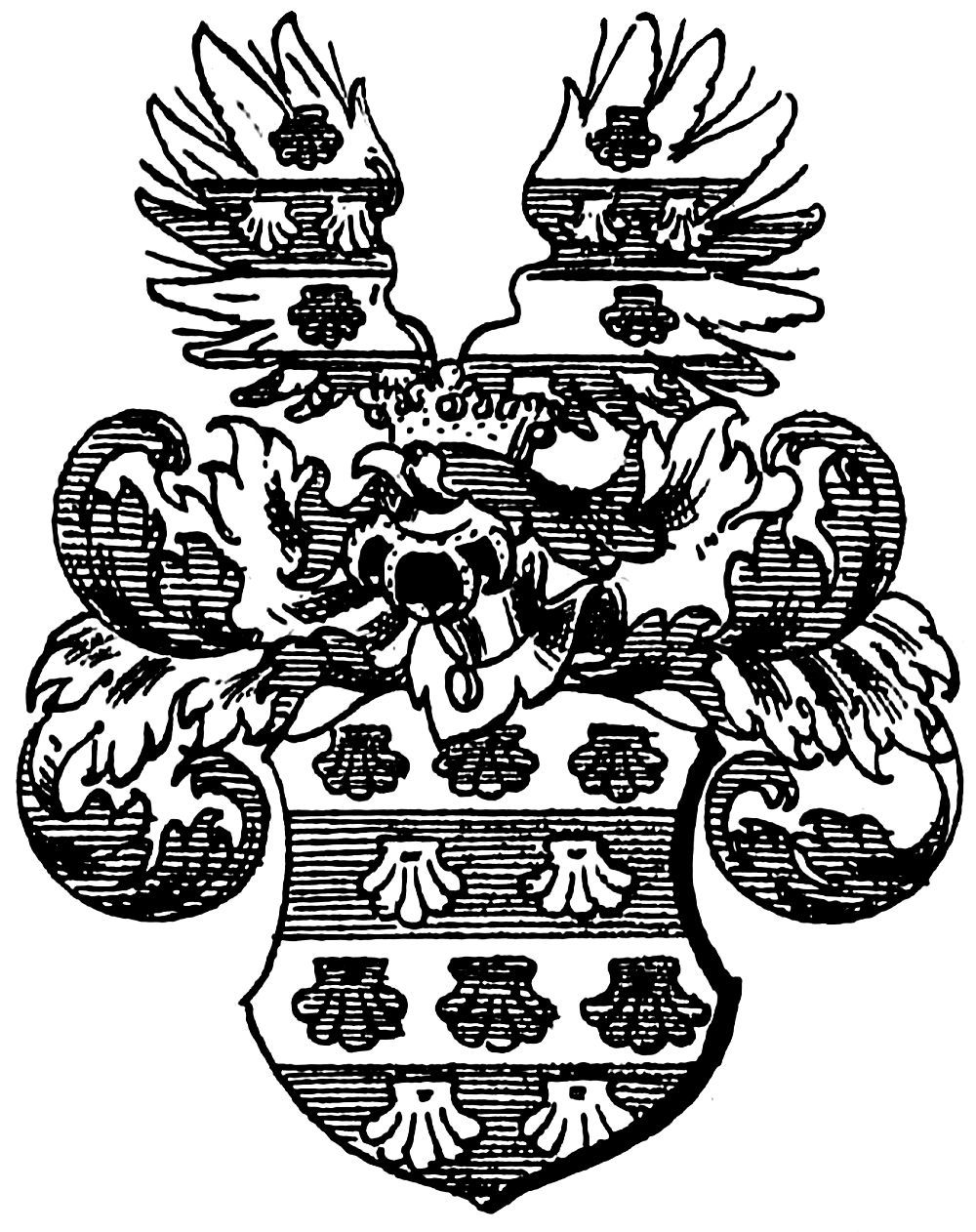
Herb von Strachwitz zu Gäbersdorf
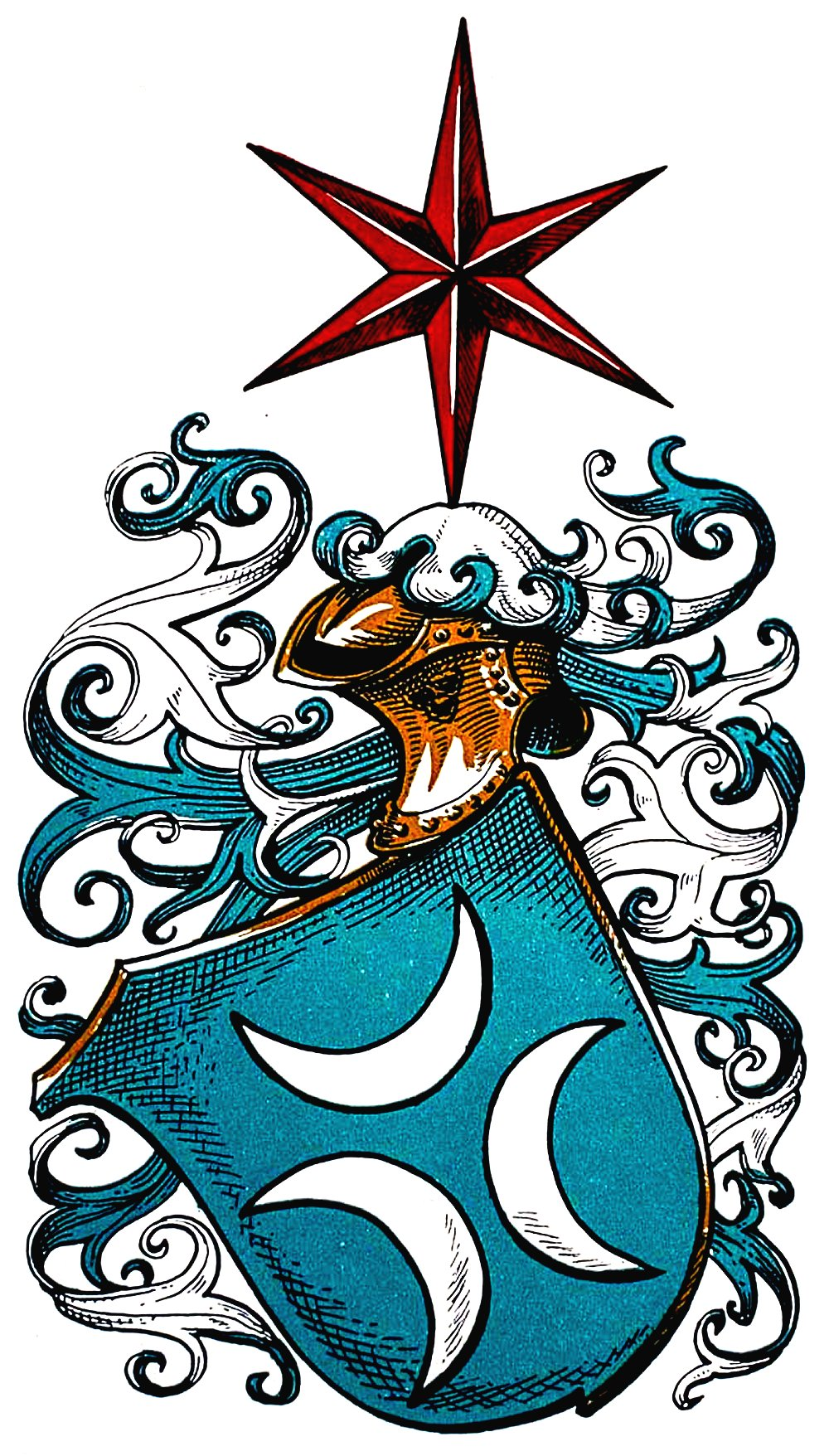
Herb von Waldau

## Kultura i sport
W Tłumaczowie działa ludowy zespół „Tłumaczowianie”, Stowarzyszenie na Rzecz Rozwoju Wsi Tłumaczów „Gardzień” oraz Zespół Sportowy LZS Granica Tłumaczów, który występuje w B klasie.

## Turystyka
Walory krajobrazowe miejscowości to m.in. rozległy widok z góry Gardzień zarówno na polską, jak i na czeską część Gór Stołowych (obecnie rozpoczęły tu swoją działalność kopalnie melafiru). W miejscowości znajduje się między innymi barokowy Kościół pw. św. Piotra i Pawła, pochodzący z roku 1661. Niedaleko jest stąd do Parku Narodowego Gór Stołowych, do barokowej bazyliki Nawiedzenia Najświętszej Marii Panny w Wambierzycach, ze znajdującą się w niej XIII-wieczną figurką Wambierzyckiej Królowej Rodzin oraz Kalwarii Wambierzyckiej. Niewiele dalej znajduje się szereg miejscowości uzdrowiskowych ziemi kłodzkiej, takich, jak Polanica-Zdrój, Kudowa-Zdrój, czy Duszniki-Zdrój.

Przez Tłumaczów prowadzą dwa znakowane szlaki turystyczne:
- droga Szklary-Samborowice – Jagielno – Przeworno – Gromnik – Biały Kościół – Nieszkowice – Żelowice – Ostra Góra – Niemcza – Gilów – Piława Dolna – Owiesno – Góra Parkowa – Bielawa – Kalenica – Zdrojowisko – Nowa Ruda – Przełęcz pod Krępcem – Sarny – Tłumaczów – Gajów – Radków – Skalne Wrota – Pasterka – Przełęcz między Szczelińcem Wlk. a Szczelińcem Małym – Karłów – Lisia Przełęcz – Białe Skały – Skalne Grzyby – Batorów – Skała Józefa – Duszniki-Zdrój – Schronisko PTTK „Pod Muflonem” – Szczytna – Zamek Leśna – Polanica-Zdrój – Łomnicka Równia – Huta – Bystrzyca Kłodzka – Igliczna – Międzygórze – Przełęcz Puchacza[12],
- prowadzący wzdłuż granicy, do Chełmska Śląskiego[7].